# Limnophis
Limnophis – rodzaj węży z podrodziny zaskrońcowatych (Natricinae) w rodzinie połozowatych (Colubridae).

## Zasięg występowania
Rodzaj obejmuje gatunki występujące w Afryce (Demokratyczna Republika Konga, Zambia, Angola, Namibia, Botswana i Zimbabwe). 

## Systematyka

### Etymologia
Limnophis: gr. λιμνη limnē „bagno, mokradło”; οφις ophis, οφεως opheōs „wąż”.

### Podział systematyczny
Do rodzaju należą następujące gatunki:
- Limnophis bangweolicus (Mertens, 1936)
- Limnophis bicolor Günther, 1865
- Limnophis branchi Conradie, Deepak, Keates, & Gower, 2020